# Isabelle von Bueltzingsloewen
Isabelle von Bueltzingsloewen (* 1964 in Frankreich) ist eine französische Medizinhistorikerin, Autorin und Hochschullehrerin, die sich auf die Geschichte der öffentlichen Gesundheitsversorgung des 18. bis 20. Jahrhunderts spezialisiert hat.

## Leben
Von Bueltzingsloewen ist eine Schülerin der École normale supérieure Fontenay-Saint-Cloud. Sie promovierte im Fach Geschichte und ist seit 2010 Professorin für die Geschichte und Soziologie der Gesundheit an der Universität Lyon II. Dort hatte sie seit 1993 einen Lehrauftrag (maitre de conférences).
Am nicht mehr bestehenden Centre Pierre Léon d'histoire économique et sociale in Lyon gehörte von Bueltzingsloewen zum Forschungsbereich Gesundheit und Rettung und ist heute Mitglied des Forschungslabors Geschichte für die Region Rhone-Alpes (LARHRA).
Seit dem Ende der 1990er Jahre ist von Bueltzingsloewen als Herausgeberin und als Autorin mehrerer Dokumentationen zu Gesundheitsfragen in Deutschland und Frankreich und besonders zu der Frage der psychiatrischen Anstalten im Frankreich in der Zeit des Vichy-Regimes bekannt geworden.

## Veröffentlichungen
- Machines à instruire, machines a guérir-Les hôpitaux universitaires et la médicalisation de la société allemande (1730–1850). Presses universitaires de Lyon, Lyon 1997, ISBN 2-7297-0582-1.
- als Herausgeberin mit Denis Pelletier: La charité en pratique: Chrétiens français et allemands sur le terrain social: XIXe – XXe siècles. Presses universitaires de Strasbourg, Strasbourg 1999, ISBN 2-86820-023-0.
- als Herausgeberin: «Morts d'inanition». Famine et exclusions en France sous l'Occupation. Presses universitaires de Rennes, Rennes 2005, ISBN 2-7535-0136-X.
- als Herausgeberin mit Hélène Mouchard-Zay und Benoît Verny, übersetzt aus dem Jiddischen von Batia Baum: Les Cahiers d'Abraham Zoltobroda: Du Camp de Beaune-la-Rolande à l'hôpital psychiatrique de Fleury-les-Aubrais. Les Éditions CERCIL, 2007, ISBN 978-2-9507561-8-3.
- L'Hécatombe des fous. La famine dans les hôpitaux psychiatriques français sous l'Occupation. Aubier, Paris 2007.
  - Neuauflage bei Flammarion-Champs, Histoire, Paris 2009, ISBN 978-2-08-122479-7.[1]

Aufsätze
- Medikalisierung oder medizinische Vergesellschaftung? Renouvellement récents de l’histoire sociale et culturelle de la santé et de la médecine en Allemagne in Bulletin de la «Mission historique française en Allemagne» no. 34. Juni 1998.
- Sœur de Charité ou diaconnesse? La confessionalisation des soins aux malades dans l’Allemagne du XIXe siècle. In Olivier Faure (Hrsg.): Les femmes soignantes. Bulletin du Centre Pierre Léon d’histoire économique et société, No 2–3, S. 7–20.